# Museu do Imigrante (Bento Gonçalves)
O  Museu do Imigrante é um museu brasileiro, localizado no município de Bento Gonçalves, no Rio Grande do Sul. Caracteriza-se como um museu púbico, municipal, de caráter histórico, vinculado administrativamente à Fundação Casa das Artes. Possui um importante acervo museológico, arquivístico e bibliográfico sobre a história do Museu e da imigração, especialmente, da região nordeste do estado do Rio Grande do Sul.   
Foi pelo Decreto Municipal nº 566 de 18 de dezembro de 1974 que a população conquistou o direito de ver sua herança histórica, sua memória coletiva, preservada como patrimônio cultural. Aberto ao público em 21 de maio de 1975, o museu se dedica à preservação dos valores culturais e históricos da cidade de Bento Gonçalves, principalmente dos costumes trazidos pelos imigrantes  que colonizaram o município. O acervo de quase 20 mil itens do museu é considerado um dos maiores que carregam a memória da colonização italiana na Serra Gaúcha.
Além da instituição museológica recriar a casa de um imigrante, sua expografia é muito focada nos objetos e outras coisas vindas da Europa naquela época.

## Seções temáticas
O Museu do Imigrante se divide em 8 seções temáticas, que são:
- Loba Romana: Contém uma réplica da mesma, personagem lendária da fundação de Roma.
- Sala de gaitas: Estão expostos instrumentos típicos da cultura italiana, que incluem exemplares raros, como as gaitas das marcas Scala e Todeschini e os instrumentos do casal Maria Savoia e Césare Appianni.[1]
- Sala da arte sacra: Há réplicas de santos, sendo possível observar uma imagem de Nossa Senhora das Dores, de 1876, quadros bentos, objetos de ritos cristãos, entre outros.[1]
- Sala do vinho: Lá, estão reunidas informações sobre o vinho, um dos mais importantes elementos que os italianos trouxeram para a região. Bento Gonçalves, hoje em dia, se orgulha de ser a "capital do vinho". Além de instrumentos como descascadores de garrafas de espumante e um funil esculpido de uma tora.[1]
- Sala do trabalho: Possui amostras das formas de trabalho dos imigrantes, que buscavam soluções alternativas para poder sobreviver.
- Sala de exposições temporárias[1]
- Cozinha: Réplica deste local, que era o preferido das famílias italianas, pois na cozinha as pessoas se reuniam para conversar e realizar o tradicional "filó".
- Quarto de dormir: Retrato do ambiente usado para o repouso.

## Restauração
O prédio do museu, construído em 1913, permaneceu fechado durante 6 anos, período em que uma longa e atribulada restauração foi realizada. Esse processo de adequação de uso e restauro do casarão necessitava de arrecadações de verbas via Lei Rouanet e quando houve a falta delas, o mesmo correu o risco de não ser concretizado. O museu reabriu logo após as obras de restauração, ainda que parciais, terem sido entregues. Mas uma terceira etapa que previa uma maior acessibilidade, com a instalação de rampas e elevadores, não foi realizada e melhorias no espaço administrativo do museu também são necessárias.
Devido ao início das obras, o acervo do museu teve que ser transferido para o porão da Fundação Casa das Artes. As obras começaram apenas em agosto de 2014, após o empresariado ter destinado R$ 688 mil de impostos para tal intervenção. No processo foram realizados o reboco das partes internas da instituição, a remoção de alvenarias, a recuperação de ladrilhos coloridos, revisão de azulejos e pisos, onde aconteceu a imunização e a limpeza das peças, e também o tratamento do revestimento interno do museu.
O prédio, que antes de abrigar o Museu Histórico Casa do Imigrante foi também hotel, departamento público e moradia, teve que ser interditado em 2009, por causa da estrutura já deteriorada (paredes descascadas e mofadas, salas escuras e parte do assoalho caído). Por isso teve suas portas fechadas. Mas ele pôs fim às suas atividades com o título de segundo ponto da cidade mais visitado turisticamente, perdendo apenas para a Vinícola Aurora.